# Orbita
|  | No s'ha de confondre amb òrbita. |

Orbita és un municipi de la província d'Àvila, a la comunitat autònoma de Castella i Lleó.

## Demografia
| 1991 | 1996 | 2001 | 2004 |
| ---- | ---- | ---- | ---- |
| 93   | 111  | 102  | 101  |